# Investidura presidencial de Elías Antonio Saca
La Investidura presidencial de Elías Antonio Saca González, se refiere a la toma de posesión del presidente electo en la ciudad de San Salvador el 1 de junio de 2004.

## Delegaciones internacionales
Una vez proclamado como presidente electo de El Salvador, se realizó la ceremonia de posesión en el Centro Internacional de Ferias y Convenciones (CIFCO) de la ciudad de San Salvador. A la investidura presidencial de Funes asistieron varios jefes estado de diferentes países, entre ellos:
- Argentina: el diputado argentino Jorge Argüello llegó a la ciudad de San Salvador en representación del gobierno argentino de Néstor Kirchner para asistir a la posesión del presidente Elías Saca.[2]
- Bolivia: el expresidente de Bolivia Jorge Quiroga Ramírez llegó a San Salvador en calidad de Presidente de la Unión de Partidos Latinoamericanos (UPLA) representando al gobierno boliviano de Carlos Mesa Gisbert.[2]
- Chile: el presidente de Chile Ricardo Lagos encabezó la delegación chilena que asistió a la investidura presidencial de Saca.[1]
- Colombia: el presidente de Colombia Álvaro Uribe Vélez asistió a la posesión del presidente Elías Saca.[1]
- Costa Rica: el presidente de Costa Rica Abel Pacheco encabezó la delegación costarricense que también asistió a la toma de posesión de Elías Saca.[3]
- España: el presidente del Senado de España Javier Rojo llegó a San Salvador en representación del gobierno español para asistir a la posesión del presidente electo Saca.[1]
- Guatemala: el presidente de Guatemala Óscar Berger fue otro de los mandatarios que también decidieron asistir a la posesión de Elías Saca.[3]
- Honduras: el presidente de Honduras Ricardo Maduro asistió también a la investidura presidencial de Elías Saca.[3]
- Japón: el diputado japonés Tadamori Ōshima y exministro de Agricultura, Silvicultura y Pesca de Japón, llegó también a la ciudad de San Salvador como enviado especial de su país en representación del gobierno japonés.[2]
- México: el canciller de México Luis Ernesto Derbez Bautista encabezó la delegación mexicana que asistió a la juramentación de Elías Antonio Saca en representación del gobierno mexicano.[2]
- Nicaragua: el presidente de Nicaragua Enrique Bolaños llegó a la ciudad de San Salvador para asistir a la juramentación de Saca.[3]
- Panamá: la presidenta de Panamá Mireya Moscoso también asistió a la posesión del presidente salvadoreño recientemente electo.[3]
- República Dominicana: la vicepresidenta de República Dominicana Milagros Ortiz Bosch encabezó la delegación que llegó de su país para el acto de juramentación del presidente Saca.[1]
- Taiwán: la vicepresidenta de Taiwán Lu Hsiu−Lian llegó a la ciudad de Salvador acompañada de una comitiva de 47 personas, siendo la más numerosa de todas las delegaciones internacionales.[2][4]

Para la investidura presidencial del entonces presidente electo Elías Antonio Saca llegaron a El Salvador alrededor de 7 presidentes, 2 vicepresidentes, 1 expresidente, 1 canciller y representantes de diferentes gobiernos.